# Закомелье
Закомелье — село в Гаврилово-Посадском районе Ивановской области России, входит в состав Гаврилово-Посадского городского поселения.

## География
Село расположено на берегу реки Воймига в 1 км на север от райцентра города Гаврилов Посад.

## История
В 1805 году на средства прихожан вместо ветхой деревянной была построена каменная двухэтажная с колокольней. Престолов в церкви было два: в верхнем этаже — в честь Святителя и Чудотворца Николая, а в нижнем — во имя Святого пророка Илии. В церкви хранились копии метрических книг с 1803 года. В 1893 году приход состоял из одного села, в котором числилось 87 дворов, мужчин — 270, женщин — 296. С 1883 году в селе существовала земская народная школа. В годы Советской Власти церковь была полностью разрушена.
В конце XIX — начале XX века село входило в состав Гавриловской волости Суздальского уезда Владимирской губернии.
С 1929 года село являлось центром Закомельского сельсовета Гаврилово-Посадского района, с 1983 года — в составе Ярышевского сельсовета, с 2005 года — в составе Гаврилово-Посадского городского поселения.

## Население
| 1859 | 1897 | 1905 | 2010 |
| ---- | ---- | ---- | ---- |
| 388  | ↗557 | ↘551 | ↘64  |